# ماده‌بلوط مجنون
ماده‌بلوط مجنون (نام علمی: Allocasuarina verticillata) نام یک گونه از سرده ماده‌بلوط‌ها است.